# Catedral de la Inmaculada Concepción (Uagadugú)
La Catedral de la Inmaculada Concepción de Uagadugú (en francés Cathédrale de l'Immaculée Conception de Ouagadougou), o simplemente Catedral de Uagadugú es una catedral católica en Burkina Faso, ubicada en su capital, Uagadugú, y sede de su arquidiócesis. Fue construida en la década de 1930 y se trata de una de las catedrales de mayor tamaño entre los países de África occidental.
Construida en ladrillo, material tradicional en la región, recuerda el estilo de las basílicas románicas europeas, pero intencionalmente da la impresión de estar incompleta, con dos campanarios de distinta altura, ninguno de ellos rematado en aguja. La forma de la catedral contiene únicamente dos niveles, asemejándose a una casa de campo o una mansión, pese a cubrir una gran área.